# 2 Carlthoff
2 Carlthoff var en grupp luftakrobater/trapetskonstnärer hemmahörande i Varberg, bestående av makarna Sven Johan (John) Edvin Karlsson, född i Grimeton 26 juni 1903 och död i Varberg 10 september 1963 samt Erna Frieda (Friedel) Karlsson, född i Tyskland 7 juli 1908 och död i Varberg 16 april 1996. 
Makarna vigdes 3 januari 1931. 1930 hade John Karlsson noterats som "Cirkusarbetare" i Varbergs Församlingsbok, en personlängd. 
Elisabet Nilsson skriver i tidningen 'Varbergs Extra' i april 1985 (redigerat utdrag): "Redan 1915 hade John som 12-årig rymt hemifrån med en cirkus som gästade Dansbanelyckan (även Baggeska lyckan) i Varberg. Han framträdde under flera år som ryttare, clown och jonglör men gick i 25-årsåldern över till luftakrobatik. Detta sedan han träffat tyskfödda akrobaten Frieda (Friedel), som också blev hans maka. Tillsammans med hennes kusin Klara bildade man gruppen '3 Carlthoff', som blev '2 Carlthoff' sedan Klara i mitten av 1930-talet återvänt till Tyskland.
Sonen Sven-Erik gick tidigt i föräldrarnas fotspår som akrobat och jonglör, men saknade det genuina cirkusintresset och återvände som 21-årig till Varberg. Han kom senare att bli turnéledare för Riksteatern. 
Den internationella karriär som makarna inlett avbröts av andra världskriget, som bröt ut när de befann sig i Tjeckoslovakien. Efter kriget med återkommande inkallelser för John, tog man upp akrobatiken på nytt och fick bland annat en inbjudan till USA 1948. 45-årige John avböjde dock av åldersskäl och blev samma år ledare för folkparkernas 'Varieté International' - en efterföljare till Malmstenstruppen med cirkusartister av olika slag - ett uppdrag som varade till 1962."  
På ett foto taget i Visby 1929 ses paret Carlthoff som medlemmar av Cirkus Möller. En äldre bild visar John i början av sin cirkuskarriär tillsammans med legendariske Brazil Jack. Från hästryggen svingar han den amerikanska flaggan och är liksom cirkusdirektören klädd i Western-mundering. 